# Qingxin

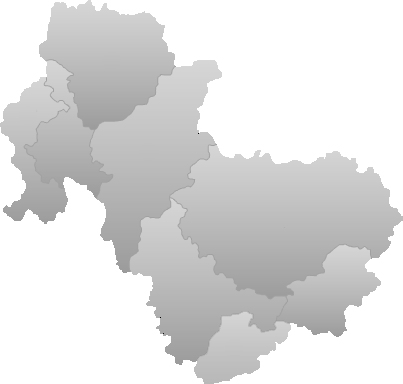
Lage des Stadtbezirks Qingxin im Gebiet der bezirksfreien Stadt Qingyuan

Qingxin (chinesisch 清新区, Pinyin Qīngxīn Qū) ist ein Stadtbezirk der bezirksfreien Stadt Qingyuan in der Provinz Guangdong der Volksrepublik China. Er hat eine Fläche von 2.725 km² und zählt 618.523 Einwohner (Stand: Zensus 2020). Sein Hauptort ist die Großgemeinde Taihe (太和镇).

## Administrative Gliederung
Auf Gemeindeebene setzt sich der Kreis aus neun Großgemeinden zusammen. 